# John Lachlan Cope

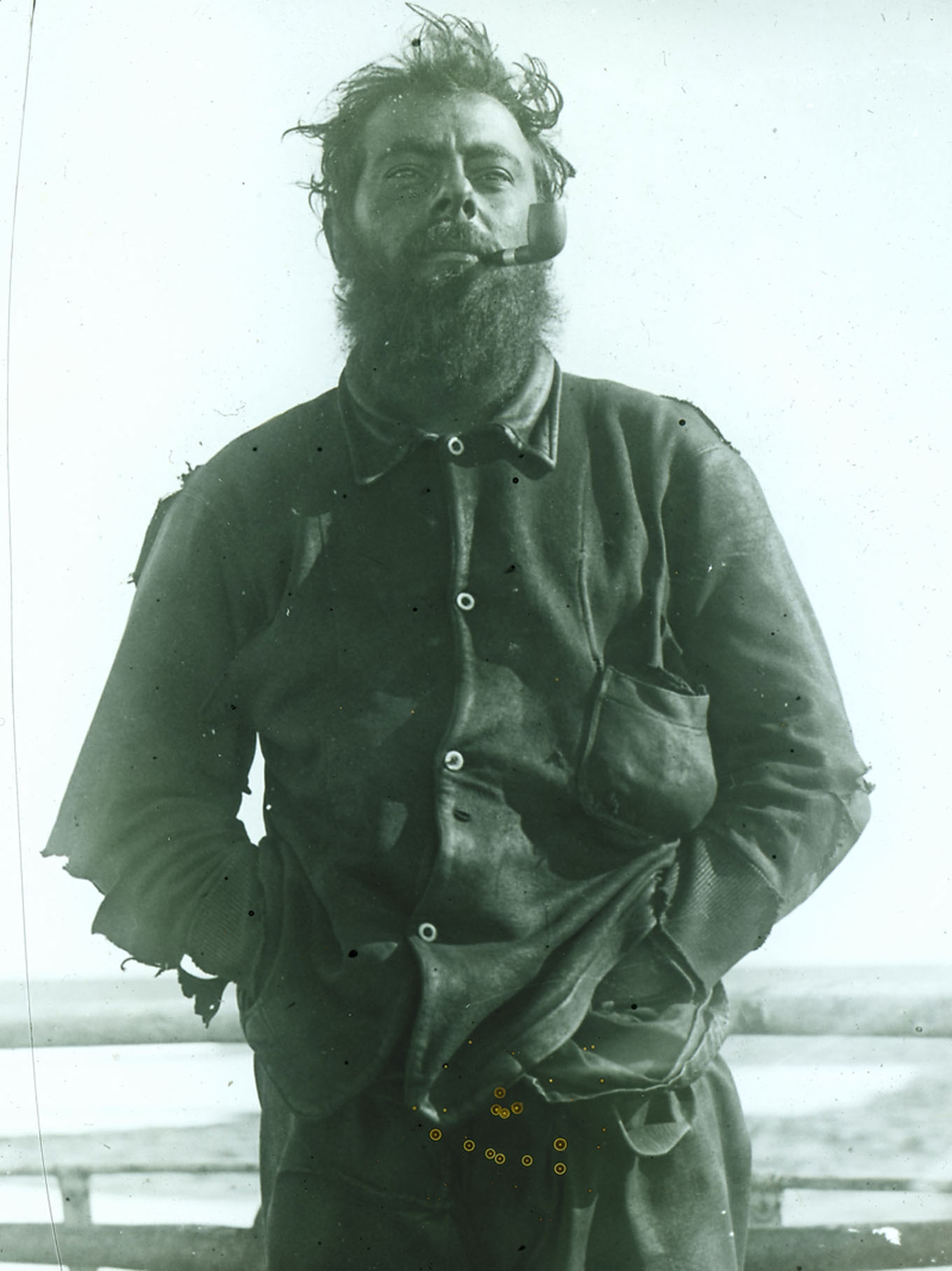
John Lachlan Cope zum Abschluss der Kampagne der Ross Sea Party im Jahr 1917.

John Renney Lachlan Cope (* 31. März 1893 in London; † November 1947 in Smethwick) war ein britischer Mediziner und Polarforscher. Er nahm als Mitglied der Ross Sea Party an der Endurance-Expedition (1914–1917) unter Ernest Shackleton teil und war Leiter der British Imperial Antarctic Expedition (1920–1922).

## Leben
Cope kam als Sohn des Bankangestellten William Thomas Cope und dessen Frau Marie Louise Bogue im Londoner Stadtteil Hammersmith zur Welt. Nachdem sein Vater gestorben war, heiratete seine Mutter 1909 John William Gardiner. Nach seiner Schulausbildung in Tonbridge studierte er von 1910 bis 1914 Botanik und Medizin am Christ’s College in Cambridge und graduierte in Naturwissenschaften.
Arthur Shipley (1861–1927), Zoologe und Vizekanzler der University of Cambridge, empfahl ihn Ernest Shackleton als Biologe für die Teilnahme an der Endurance-Expedition. Shackleton rekrutierte ihn schließlich als Arzt und Chirurg für die Ross Sea Party unter der Leitung von Aeneas Mackintosh, die es Shackleton und dessen Weddell Sea Party durch das Anlegen von Versorgungsdepots zwischen der Ross-Insel und dem Beardmore-Gletscher ermöglichen sollte, den antarktischen Kontinent auf dem Landweg über den geographischen Südpol hinweg zu durchqueren. Cope war einer der nur neun Expeditionsteilnehmer, die nach dem Abdriften des Schiffs Aurora auf der Ross-Insel verblieben und denen es trotz weniger vorhandener Vorräte gelang, die Depots anzulegen. Letztlich waren diese überflüssig, da Shackleton nach dem Untergang des Schiffs Endurance infolge Eisdruck die Durchquerung nicht in Angriff nahm.
Nach seiner Rückkehr nach England meldete sich Cope beim Royal Naval Air Service als Freiwilliger für den Einsatz im Ersten Weltkrieg. Am 1. August 1917 heiratete er Edith Norah Florence Robinson (1893–1947), die älteste Tochter von Hercules Robinson, 2. Baron Rosmead (1866–1933). Aus der Verbindung gingen vier Kinder (Peter, Anne, Tony und Michael) hervor.
Cope hatte 1918 einen ersten erfolglosen Anlauf unternommen, eine eigene Expedition in die Antarktis auf die Beine zu stellen. Schließlich leitete er die zumeist als unglückselig angesehene, schlecht ausgerüstete, unterfinanzierte, wenigbemannte und vollmundig betitelte British Imperial Antarctic Expedition (1920–1922). Sie bestand aus nur vier Teilnehmern, von denen letztlich nur zwei an der Danco-Küste des Grahamlands auf der Antarktischen Halbinsel ein einjähriges, halbwegs seriöses wissenschaftliches Beobachtungsprogramm durchführten. Eine geplante Durchquerung der Halbinsel schlug fehl. Cope hatte gemeinsam mit dem australischen Polarforscher Hubert Wilkins bereits sechs Wochen nach der Ankunft das Winterlager am Waterboat Point enttäuscht wieder verlassen, während der Geologe Thomas Wyatt Bagshawe (1901–1976) und der Landvermesser Maxime Charles Lester (1891–1957) bis zum Januar 1922 vor Ort verblieben.
Nach der Rückkehr von dieser Unternehmung nahm Cope sein bereits 1918 ernsthaft begonnenes Medizinstudium wieder auf. Dieses schloss er infolge zwischenzeitlicher Unterbrechungen erst im Juli 1933 erfolgreich ab. Er praktizierte als niedergelassener Arzt zunächst in London, bevor er von 1939 bis 1941 als Medical Officer of Health in der Verwaltung von Colchester tätig war. Nach einem Umzug mit seiner Familie nach Smethwick nahm er seine Praxistätigkeit wieder auf. Copes Ehefrau starb am 31. März 1947; er überlebte sie nur um wenige Monate. Ungeachtet seines Beitrags zur Polarforschung ist bislang kein geographisches Objekt in der Antarktis nach ihm benannt.